# Pergalumna magnipora
Pergalumna magnipora är en kvalsterart som först beskrevs av Hammer 1961.  Pergalumna magnipora ingår i släktet Pergalumna och familjen Galumnidae.

## Underarter
Arten delas in i följande underarter:
- P. m. magnipora
- P. m. capensis
- P. m. capillaris
- P. m. xishuangbanna